# John Otis
John Otis (* 3. August 1801 in Leeds, Massachusetts; † 17. Oktober 1856 in Hallowell, Maine) war ein US-amerikanischer Politiker. Zwischen 1849 und 1851 vertrat er den Bundesstaat Maine im US-Repräsentantenhaus.

## Leben
John Otis wurde 1801 in Leeds geboren, das damals noch zu Massachusetts gehörte und seit 1820 Teil von Maine ist. Er besuchte die öffentlichen Schulen seiner Heimat und danach bis 1823 das Bowdoin College in Brunswick. Nach einem anschließenden Jurastudium und seiner 1826 erfolgten Zulassung als Rechtsanwalt begann er in Hallowell in diesem Beruf zu praktizieren. Politisch wurde er Mitglied der Whig Party. Im Jahr 1841 war er Abgeordneter im Repräsentantenhaus von Maine. 1842 wurde er Mitglied einer Kommission, die die Nordostgrenze der Vereinigten Staaten festlegte. Im gleichen Jahr saß er auch im Senat von Maine. Zwischen 1846 und 1847 war Otis nochmals Abgeordneter im Repräsentantenhaus des Staates.
1848 wurde Otis im dritten Wahlbezirk von Maine in das US-Repräsentantenhaus in Washington, D.C. gewählt, wo er am 4. März 1849 die Nachfolge von Hiram Belcher antrat. Bis zum 3. März 1851 konnte er eine Legislaturperiode im Kongress absolvieren. In dieser Zeit wurde der Staat Kalifornien in die Union aufgenommen. Außerdem gab es bereits zu diesem Zeitpunkt erhebliche Spannungen, auch innerhalb des Kongresses, wegen der Frage der Sklaverei und der Zulassung neuer Staaten unter dem Gesichtspunkt, ob dort die Sklaverei erlaubt oder verboten sein sollte.
Nach dem Ende seiner Zeit im Repräsentantenhaus zog sich John Otis aus der Politik zurück. Er starb am 17. Oktober 1856 in Hallowell und wurde dort auch beigesetzt.